# الماجل المسكن براس الواد
 الماجل المسكن براس الواد  هو معلم أثري تونسي مصنف من قبل المعهد الوطني للتراث يقع في ولاية قابس في الجنوب الشرقي التونسي، تحديدا في مدينة مطماطة القديمة) تم تصنيف المعلم في يوم 26 جانفي 2024 ?المعالم التاريخية والأثرية المرتبة والمحمية للبلاد التونسية]، المعهد الوطني للتراث، 19 فيبراير

## مقالات ذات صلة
- قائمة المعالم الأثرية المصنفة في تونس